# Rèisa Mhic Phaidean
Rèisa Mhic Phaidean är en obebodd ö i den Sound of Jura, Argyll and Bute, Skottland. Ön är belägen 2 km från Craignish Point.